# Musée d'Art moderne de Paris
Musée d'Art moderne de Paris är det huvudsakliga kommunala museet tillägnat modern och samtida konst från 1900- och 2000-talen, inklusive monumentala väggmålningar av Raoul Dufy, Gaston Suisse och Henri Matisse.
Museet, som ligger i den östra flygeln av Palais de Tokyo och byggdes för den internationella utställningen för konst och teknik 1937, invigdes 1961.
Museet öppnade igen i oktober 2019, efter en ombyggnad på 10 miljoner euro av h2o architects.